# Президентски избори в Иран (2009)
Ирански президентски избори 2009 се състоят на 12 юни 2009 година.
Бившият ирански президент Мохамад Хатами, който преди изборите е считан за претендент, заявяа на 16 март 2009 г., че няма да се кандидатира и че ще подкрепи кандидатурата на Мир Хосеин Мусави.
За изборите се регистрират 475 кандидата, между които 42 жени. След като Съветът на настойниците проучва кандидате за тяхната годност, решава на 20 май 2009 г. да допусне само 4 души от тях до преки избори.

## Официални резултати
| Кандидати                    | Гласове    | %       |
| ---------------------------- | ---------- | ------- |
| Махмуд Ахмадинеджад          | 24.527.516 | 62,63 % |
| Мир Хосеин Мусави            | 13.216.411 | 33,75 % |
| Мохсен Резай                 | 678.240    | 1,73 %  |
| Мехди Карруби                | 333.635    | 0,85 %  |
| невалидни гласове            | 409.389    | 1,04 %  |
| всичко                       | 39.165.191 | 100 %   |
| Източници: Иранско МВР / BBC |            |         |

- Махмуд Ахмадинеджад
- Мехди Карруби